# هجوم بنقردان 2016
هجوم بنقردان 2016 هو هجوم مسلح وقع في 7 مارس 2016 في مدينة بنقردان في تونس على الحدود مع ليبيا وتواصلت الاشتباكات المتقطعة إلى 9 مارس. في ساعة مبكرة من الصباح قامت مجموعات مسلحة بالهجوم على المدينة في محاولة للسيطرة عليها، واعترضتها قوات من الجيش الوطني التونسي والحرس الوطني والشرطة. انتهت الاشتباكات في منتصف النهار تقريبًا، وتواصلت عمليات المطاردة في المناطق المجاورة بقية اليوم. 

في حصيلة نهائية لرئاسة الحكومة ووزارة الداخلية ووزارة الدفاع الوطني يوم 7 مارس بلغ عدد القتلى 55 قتيلًا، منهم 36 مسلحًا، و12 من الجيش والقوات الأمنية، و7 مدنيين، وبلغ عدد الجرحى 27 فردا، إضافة إلى اعتقال 7 مسلحين. 

تجددت الاشتباكات في بنقردان يوم 8 مارس في الليل، واستطاعت قوات الجيش والأمن القضاء على 6 مسلحين متحصنين في منزل بضواحي المدينة. كما تواصلت عمليات المطاردة والاشتباكات المتقطعة لايام متعددة حيث امكن لقوات الأمن في 9 مارس تصفية 4 مسلحين في حين قتل جندي وجرح مواطن آخر. وفي 10 مارس، قتل 4 مسلحين واعتقل آخر.
مثّلت هذه العملية ضربة قاسمة للمجموعات المسلحة بعد مقتل جميع المخططين للهجوم واعتقال آخرين، اعتقل اخطرهم في 11 مايو 2016.

## السياق
في 2 مارس 2016، اشتبكت قوات الأمن الوطني والجيش الوطني التونسي مع مسلحين في ضواحي مدينة بنقردان واستطاعت قتل كل المجموعة المكونة من 5 مسلحين فيما توفي مواطن آخر أصيب برصاصة طائشة.

## الأحداث والأهداف
بدأ الهجوم في فجر 7 مارس 2016. استغل المسلحون مساعدة متعاونين معهم داخل المدينة، فاستهدفوا وهاجموا بصفة موحدة ومنسقة لثكنة جلّال التابعة للجيش الوطني التونسي ومنطقة الحرس الوطني. منذ بداية الهجوم قُتل ضابطين من الأمن مسؤولين عن مكافحة الإرهاب في منازلهم. بعد ذلك بدأ أفراد من المسلحين بالجولان في وسط المدينة معلنين بمكبرات الصوت[محل شك] أنهم تنظيم الدولة الإسلامية ويطلبون من السكان مساندتهم. 

وبحسب شهادات مواطنين، فان أغلب المسلحين هم من أبناء المنطقة، وكان من بينهم جزائريون وليبيون، حيث أكدوا أن اللهجة كانت تدل على ذلك. 

بعد عدة ساعات من المواجهات والاشتباكات، تم القضاء على المجموعة، وبدأ الجنود والعسكريون بالتجول في شوارع المدينة طالبين من السكان البقاء في منازلهم وتوخي الحذر. إغلقت المدارس والمؤسسات التربوية والإدارية وإعلن عن حظر تجول ليلي. 

في ندوة صحفية لرئيس الحكومة الحبيب الصيد ووزير الداخلية الهادي المجدوب ووزير الدفاع الوطني فرحات الحرشاني يوم 8 مارس 2016 صباحا، قال أن الهدف من هذا الهجوم هو إقامة إمارة إسلامية من قبل تنظيم الدولة الإسلامية (داعش) في مدينة بنقردان، وقال من جهة أخرى أن المسلحين هاجموا ثكنة عسكرية للجيش الوطني ومقر الحرس الوطني ومقر الأمن الوطني والشرطة وذلك في نفس الوقت بطريقة منسقة.

### صور

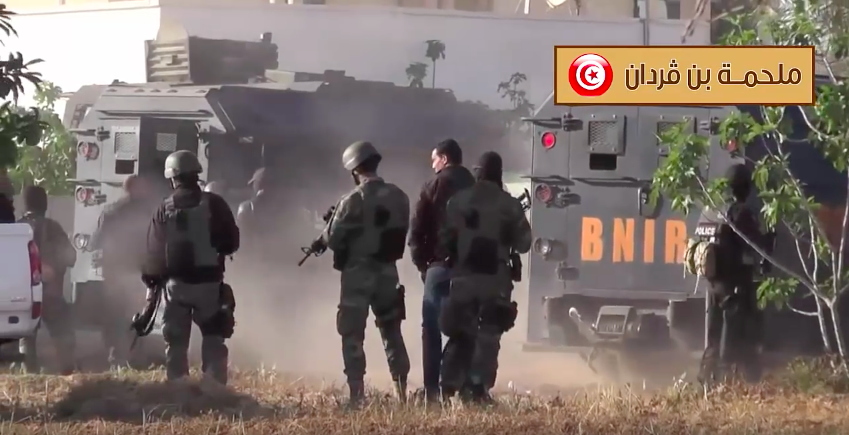
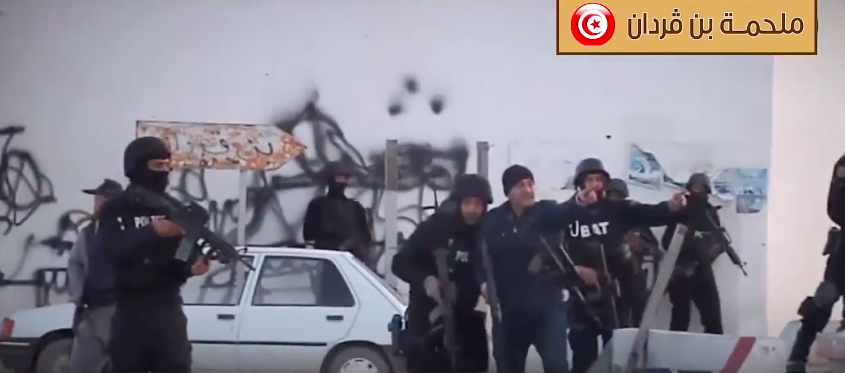
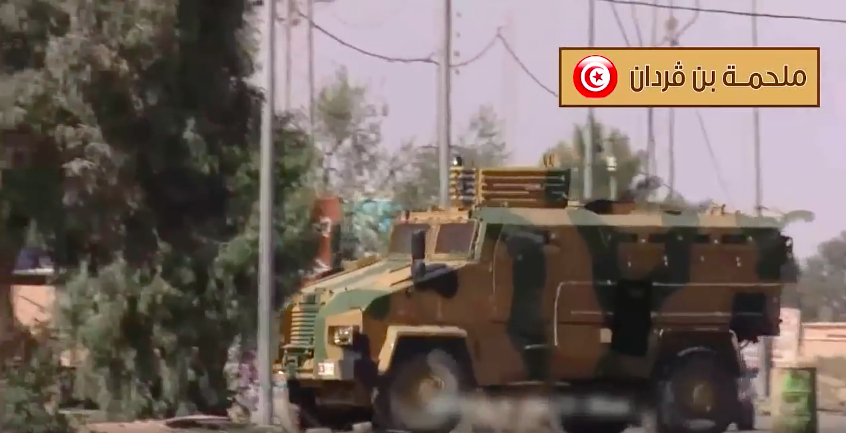
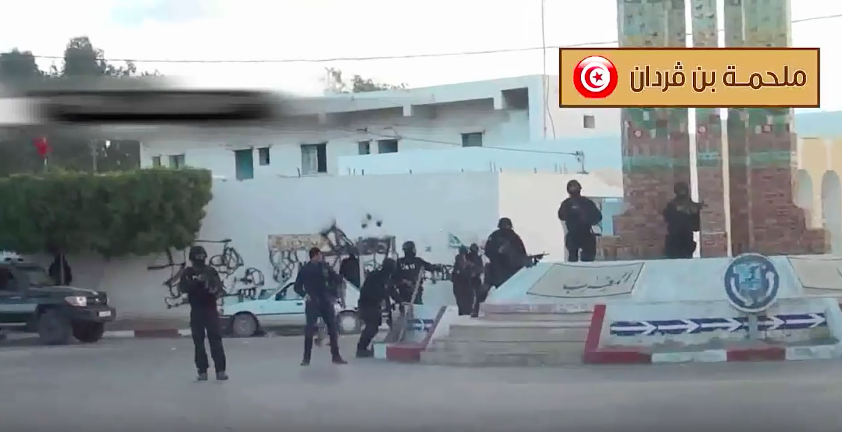
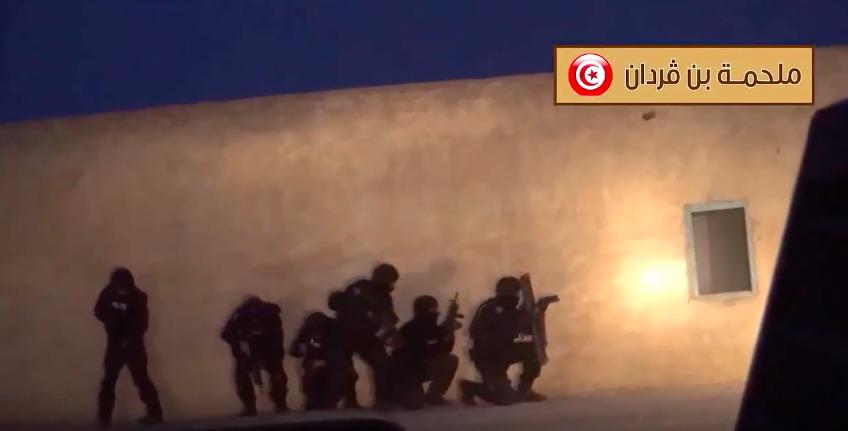
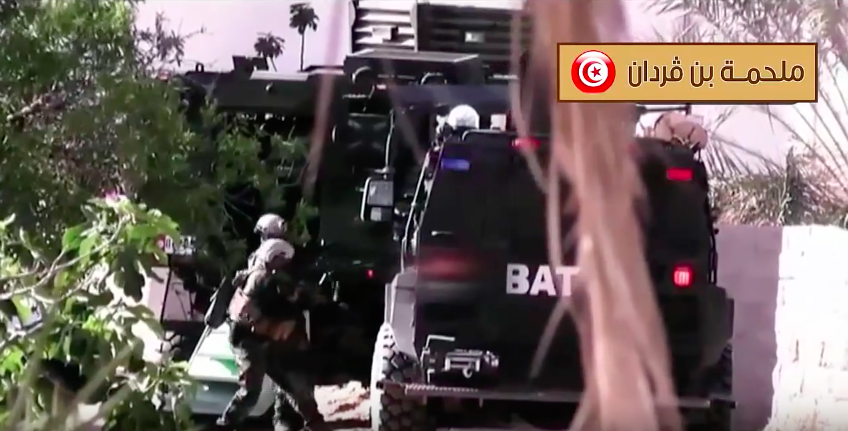
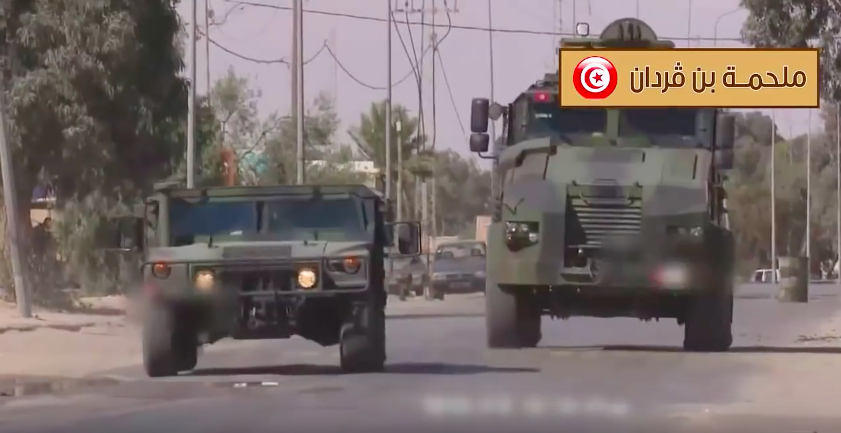
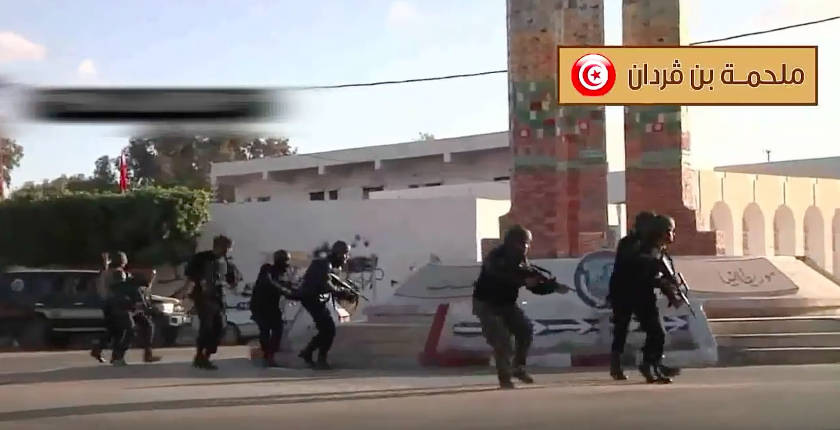
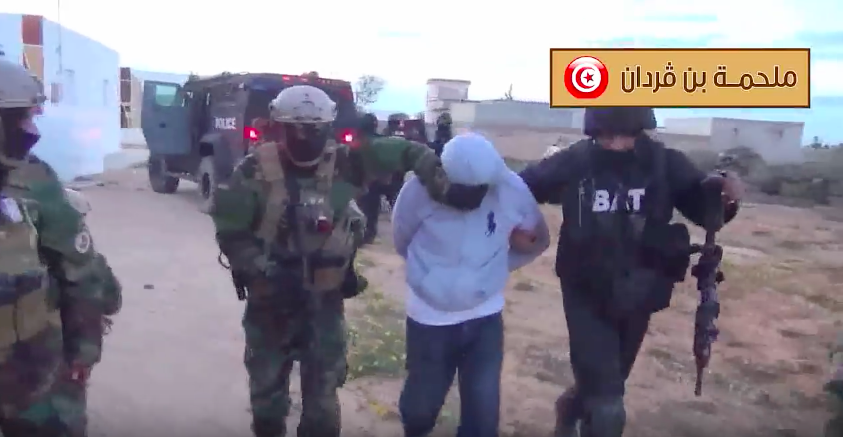
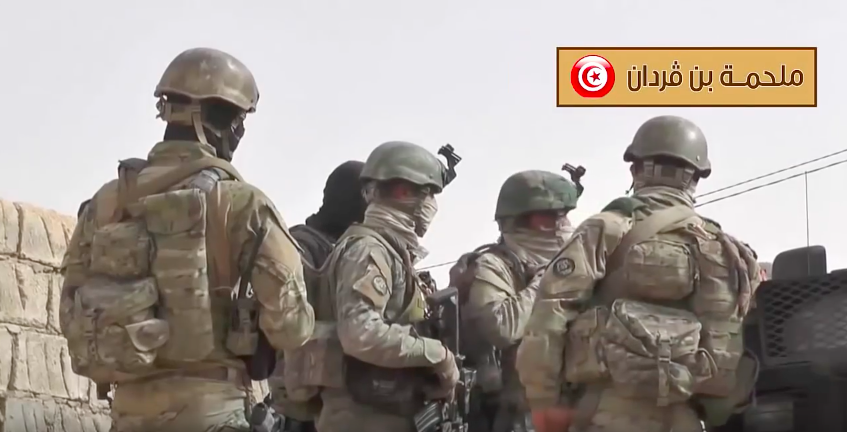
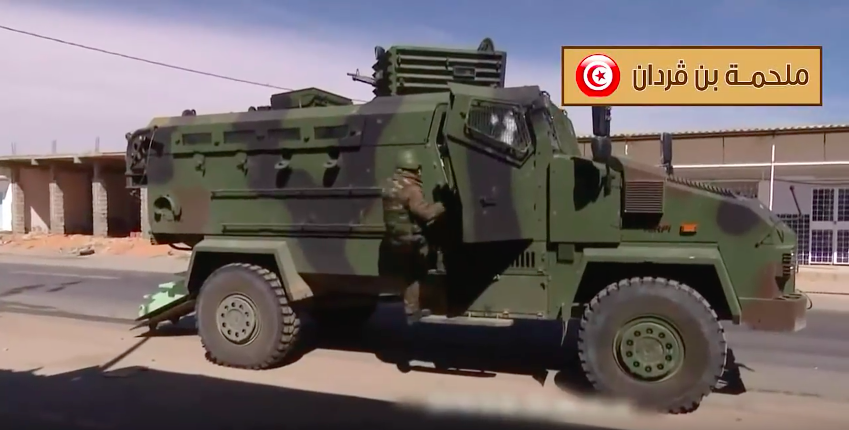
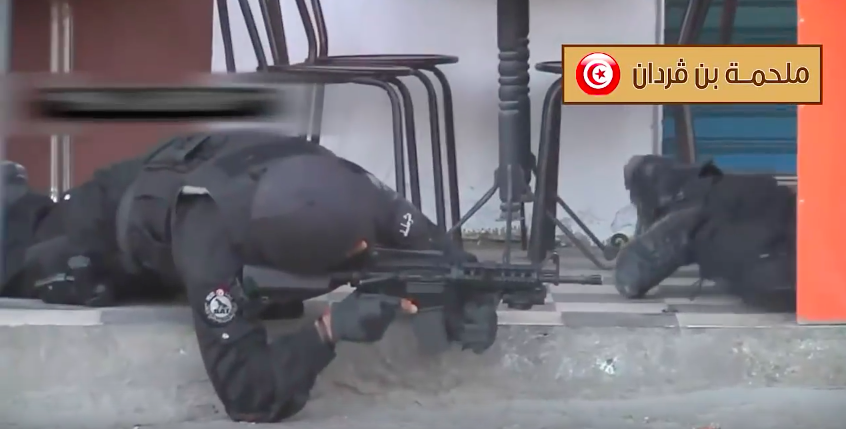
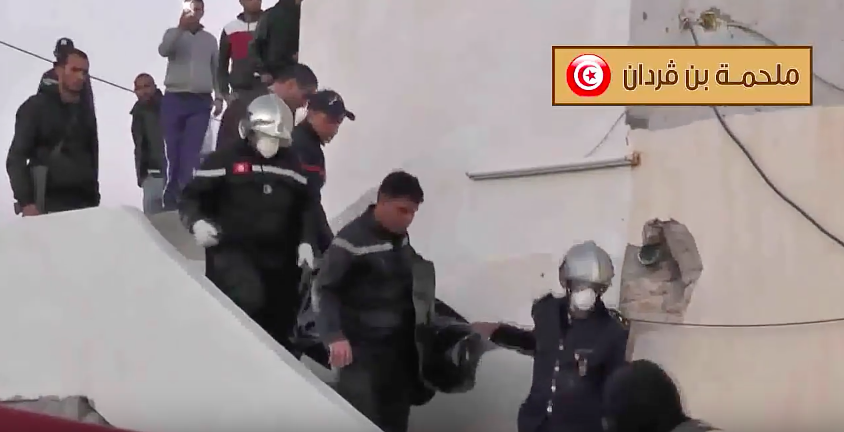
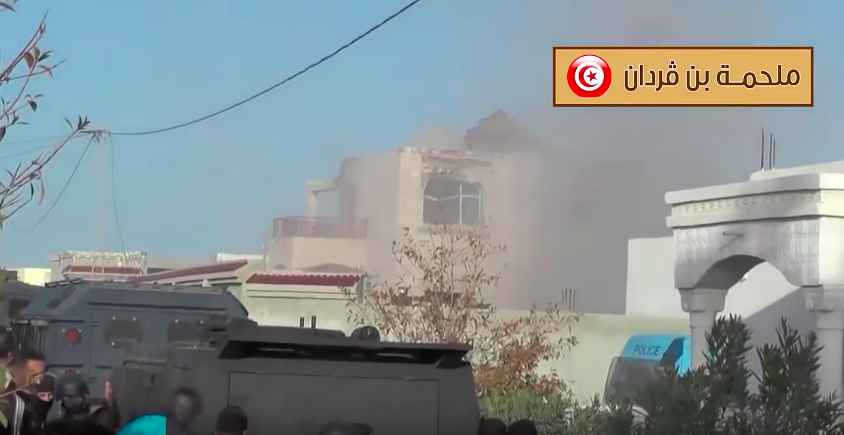
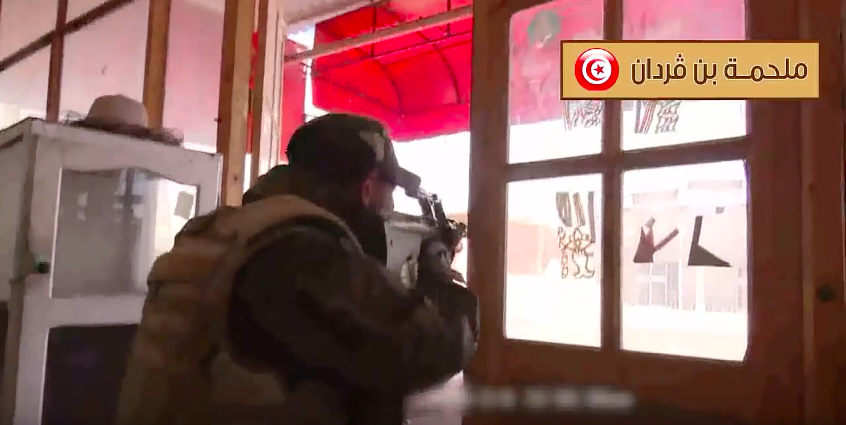
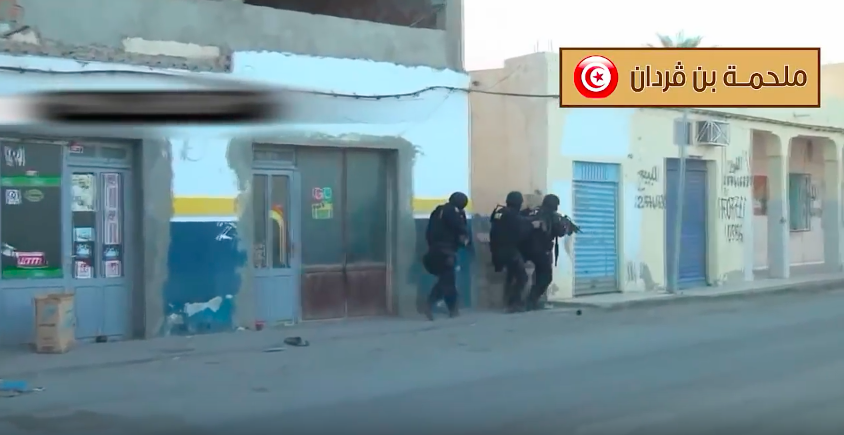
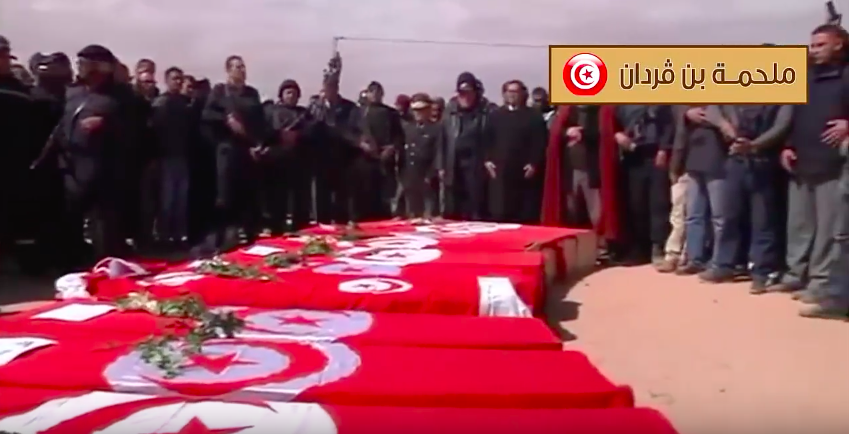
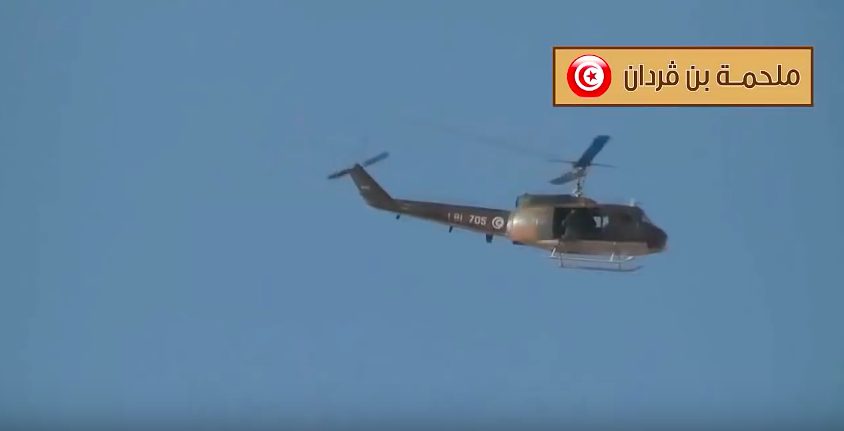
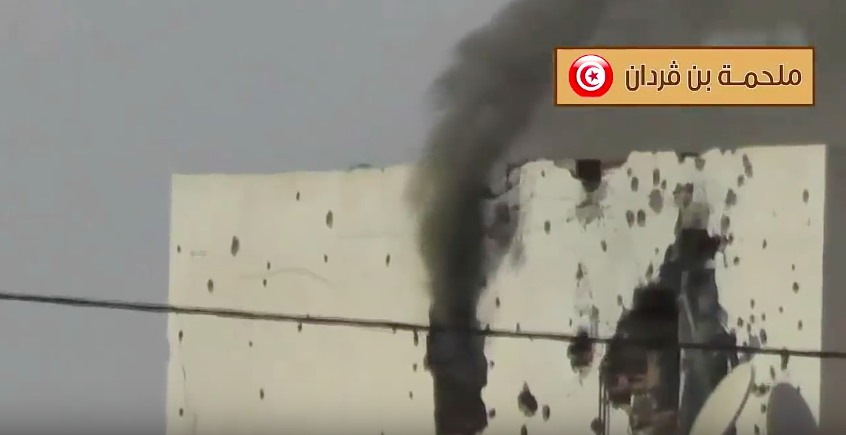
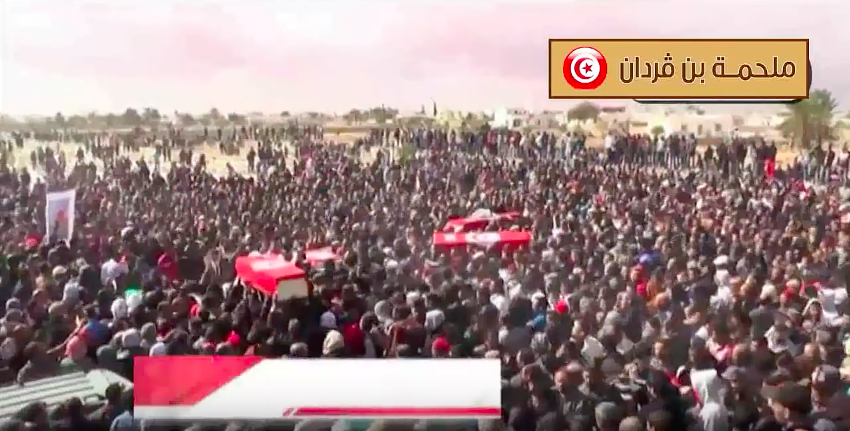
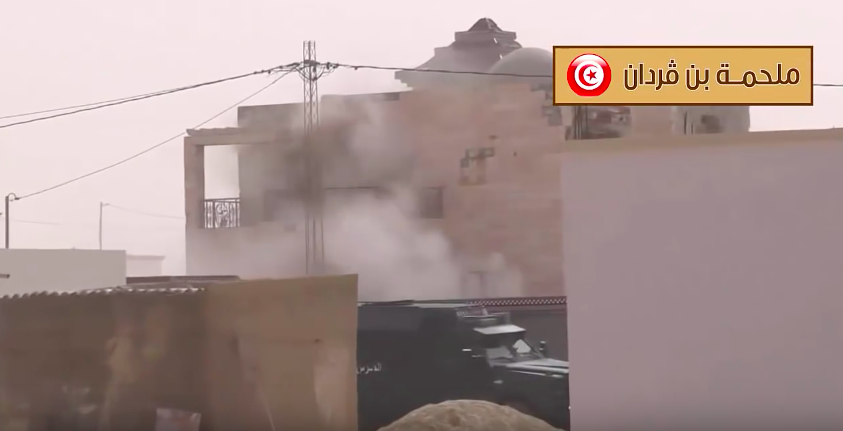
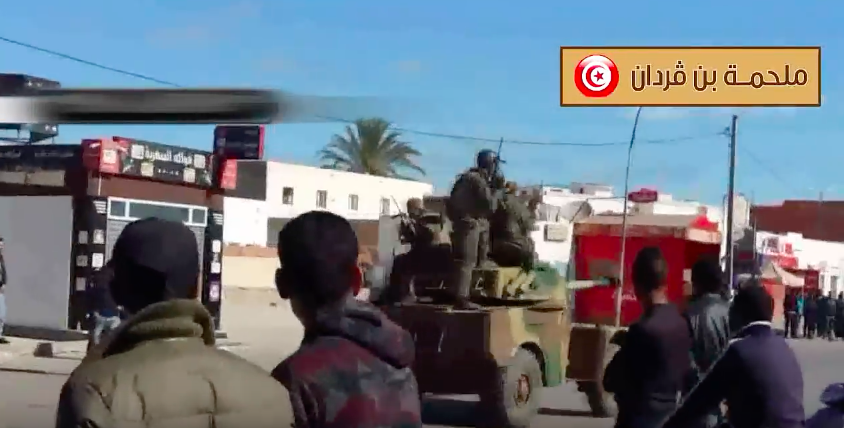

## الإجراءات والنتائج
أعلنت وزارة الداخلية التونسية فرض حظر ليلي في مدينة بنقردان من الساعة السابعة مساء إلى الساعة الخامسة صباحا. قررت السلطات التونسية إغلاق الحدود التونسية الليبية وذلك لحماية المسافرين وضمان عدم تسلل المسلحين لداخل أو لخارج الإرهاب. 

إلى جانب قتل 55 مسلحا، اعتقلت القوات الأمنية 11 مسلحا. من جهة أخرى، تمكنت التشكيلات العسكرية والأمنية من حجز شاحنة تحتوي على أسلحة متنوعة ومتطورة، وكذلك تم إيجاد ستة مخابئ للأسلحة في المعتمدية تحتوى في مجملها على: 220 مسدس رشاش من نوع كلاشنكوف، 25 سلاح جماعي، 10 مسدسات، 15 سلاح من نوع بيريتا، 70 لغم مضاد للدبابات، 80 رمانة يدوية، 15 قاذفة آر بي جي، 60 صاروخ آر بي جي، 300 صاعق، كمية كبيرة من الفتيل الصاعق.

## الخسائر
في حصيلة نهائية لرئاسة الحكومة ووزارة الداخلية ووزارة الدفاع الوطني يوم 7 مارس، بلغ عدد القتلى 55 قتيلًا، منهم 36 مسلحًا، و7 مدنيين و7 من الحرس الوطني و3 من الشرطة وجندي واحد وعون ديوانة (عون جمارك)، وبلغ عدد الجرحى 27 فردا، منهم 7 من الجيش الوطني و7 من الحرس الوطني والشرطة و3 جرحى مدنيين، من جهة أخرى تم اعتقال 7 مسلحين. 

تجددت الاشتباكات في بنقردان يوم 8 مارس في الليل، واستطاعت قوات الجيش والأمن القضاء على 6 مسلحين متحصنين في منزل بضواحي المدينة. 

في 9 مارس، تواصلت عمليات المطاردة والاشتباكات المتقطعة، وأسفرت عن مقتل 4 مسلحين في حين قتل جندي وجرح مواطن آخر. 

في 10 مارس، تمكنت وحدات الحرس الوطني والجيش الوطني من القضاء على 4 مسلحين والقبض على مسلح آخر. وبذلك ترتفع الحصيلة إلى قتل 50 مسلحا وإلقاء القبض على 8 عناصر آخرين منذ انطلاق العملية الأمنية والعسكرية فجر يوم 7 مارس 2016. 

في 11 مارس، تمكنت تشكيلة مشتركة من القبض على مسلح بمعتمدية بنقردان حجز لديه كلاشنكوف وكمية من الذخيرة. 

في 12 مارس، تمكنت تشكيلة مشتركة بكل من جرجيس وتطاوين من القبض على مسلحين اثنين أحدهم مصاب فروا من مدينة بن قردان. 
 

في 19 مارس، قضت تشكيلة عسكرية وقوة امنية مشتركة على مسلحين (02) بعد ورود معلومات تم استغلالها حول تواجد مسلحين باحدى المنازل بالمعتمدية. 

في 20 مارس، قضت تشكيلة عسكرية وقوة امنية مشتركة على شخص واحد والمدعو «محمد الكردي» بعد اشتباكات عنيفة سجلت اصابة 3 عسكريين وفردين من الحرس والأمن ومواطن.

## ردود الفعل

### الداخلية
- رئيس الجمهورية التونسية: قال الباجي قائد السبسي في كلمة للشعب أنه يشيد بالمجهود الكبير الذي قامت به قوات الأمن والجيش لمواجهة هذه المجموعات المسلحة، وقدم تعازيه لأسر الضحايا، ووضح القرارات التي تم اتخاذها ومنها إغلاق الحدود الليبية وفرض حظر التجول في مدينة بن قردان، وشكر من جهة أخرى أهالي المدينة الذين تعاونوا مع قوات الأمن والجيش ودعاهم لتوخي الحذر.[24]
- رئيس الحكومة التونسية: قدم الحبيب الصيد في ندوة صحفية تعازيه وترحم على شهداء القوات الأمنية والعسكرية والشعب التونسي، وأكد من جهة أخرى على الفوز الكبير لتونس في هذه المعركة التي كانت درسا قاسيا جدا للإرهابيين حسب قوله، وأضاف أن لها انعكاس سيء جدا على الحالمين بإنشاء إمارة داعشية ببنقردان، وختم بأن تونس لها جاهزية كبرى لمثل هذه العمليات مشددا على وجوب البقاء في حالة اليقظة، ذاكرا وشاكرا التعاون بين القوات العسكرية والأمنية والمواطنين.[6]
- حركة النهضة: قامت حركة النهضة في بيان لها بالتنديد بهذا الهجوم ودعت التونسيين إلى التوحد ضد الإرهاب، ودعت إلى مسيرات دعم لقوات الأمن والجيش، وكذلك حثت التونسيين على التبرع بالدم للجرحى وتكوين صندوق إحاطة بعائلات الشهداء والجرحى.[25]
- الاتحاد التونسي للصناعة والتجارة والصناعات التقليدية: ندد الاتحاد بالهجوم وترحم على الشهداء، وحيا من جهة أخرى شجاعة قوات الجيش والأمن الوطنيين وتصديهم الناجح للهجوم، ودعت إلى مزيد ترسيخ الوحدة الوطنية بين مختلف أفراد الشعب.[26]

### الخارجية
- الاتحاد الأوروبي: أكد الاتحاد مجددا تضامنه مع شعب وحكومة تونس وقدم خالص تعازيه لأسر ضحايا السكان المدنيين وقوات الأمن. وذكره الاتحاد الأوروبي في بيان عن عمق العلاقات التونسية الأوروبية خاصة بعد الثورة ودعم الاتحاد الأوروبي لمسار الانتقال الديمقراطي في البلاد. أكد البيان وقوف الاتحاد بحزم إلى جانب الديمقراطية التونسية في المحنة التي تمر بها.[27]
- فرنسا: في بيان عن رئيس الجمهورية الفرنسية قال فيه أن الرئيس فرانسوا أولاند يعبر عن دعمه وتضامنه الكامل مع تونس، وقال أن تونس استهدفت مجددا لأنها تمثل رمزا، وأضاف أن أكثر من أي وقت مضى فرنسا عازمة على مواصلة وتكثيف تعاونها مع تونس في مجال مكافحة الإرهاب.[28] وفي بيان آخر لوزارة الشؤون الخارجية الفرنسية نددت فيه بالهجوم، وقدمت تعازيها لأسر الضحايا، وجددت تعبيرها على دعمها للشعب التونسي، وأضافت أن تونس تضرب بسبب انتقالها الديمقراطي الناجح، من جهة أخرى شددت على وجوب إيجاد حل سريع للحرب الأهلية الليبية.[29]
- إسبانيا: أدانت إسبانيا بشدة في بيان لوزارة الخارجية الهجوم المسلح على مدينة بنقردان، وعبرت عن خالص تعازيها لعائلات الضحايا، وجددت إلتزامها بالوقوف إلى جانب تونس في معركتها ضد الإرهاب.[30]
- المغرب: أدانت المملكة المغربية بأشد العبارات الاعتداء الإرهابي الذي استهدف مجمعا أمنيا بمدينة بنقردان، وقدمت أحر التعازي واصدق المواساة إلى الحكومة التونسية وإلى أسر الضحايا، وعبرت عن تضامنها مع تونس في مواجهة الإرهاب.[31]
- قطر: أعربت قطر عن إدانتها واستنكارها الشديدين للهجوم الذي استهدف بنقردان، وأكدت وقوفها إلى جانب الحكومة والشعب التونسي وعن تعازيها لهما، مجددة عن موقفها الرافض للعنف والإرهاب.[32]
- تركيا: إستنكرت تركيا الهجوم الإرهابي على بنقردان وطالبت العالم بالوقوف إلى جانب تونس ضد آفة الإرهاب.[33]
- الجزائر: أدانت الجزائر في بيان لها العمل الإرهابي الذي ضرب مدينة بنقردان بشدة، وأضاف الناطق باسم وزارة الشؤون الخارجية أن الجزائر تشيد بالرد الشجاع والصارم لقوات الأمن التونسية، مؤكدا التضامن التام والكامل لتونس حكومة وشعبا.[34]
- السعودية: عبرت السعودية عن إدانتها واستنكارها الشديدين للهجوم الذي ضرب مدينة بنقردان، وأضافت أنها تعبر عن تضامنها التام مع تونس، وعن تعازيها لأسر الضحايا.[35]
- الولايات المتحدة: قال المتحدث باسم وزارة الخارجية الأمريكية في ندوة صحفية أن الولايات المتحدة تقدم تعازيها لعائلات الضحايا، وتثني على الشجاعة والاستجابة السريعة لقوات الأمن التونسي، وذكر بالتزام الولايات المتحدة بأمن تونس وبالشراكة المتقاربة بين البلدين من أجل التصدي للتحديات الأمنية في أرجاء المنطقة.[36]

## بيبليوغرافيا
- محمد ذويب، ملحمة بن قردان: أسرار وخفايا معركة مارس 2016، منشورات سوتيميديا، تونس العاصمة، 2020 (ردمك 9789938918762).

## مقالات ذات صلة
- قائمة الحوادث الإرهابية في تونس

## روابط خارجية
- أبرز لقطات وأحداث الهجوم (وزارة الداخلية التونسية) على يوتيوب